# 米爾克里克 (伊利諾伊州)
米爾克里克（英語：Mill Creek）是位於美國伊利諾伊州猶尼昂縣的一個村落。

## 地理
米爾克里克的座標為37°20′30″N 89°15′09″W / 37.34167°N 89.25250°W，而該地最高點為海拔高度115米（即377英尺）。

## 人口
根據2010年美國人口普查的數據，米爾克里克的面積為0.99平方千米，當中陸地面積為0.97平方千米，而水域面積為0.02平方千米。當地共有人口65人，而人口密度為每平方千米65人。